# Kato Vranković
Kato Vranković je drama Etbina Kristana, ki je nastala 1907 leta, uprizorjena in tiskana pa je bila leta 1909.
Drama je napisana v treh dejanjih. Delo ima že v naslovu simbolen pomen. To ni strankarska drama, temveč drama politike same in politične družbe. Kato, ki je nesebični in trdi voditelj, spominja na starega rimskega Katona. Katona Vranković zlomi grda resničnost, nad katero je na videz že zmagal. To ga razjeda v nostranjosti, ne more preko očeta in ne more preko sebe. Poudarek drame se razodeva v Katonovem notranjem porazu. Propadeta oba, oče in sin. Glavni krivec je nasilni politični red in fevdalna oblast, ki jo vodijo pokvarjeni uradniki.

## Osebe
- Ilija Vranković
- Kato Vranković
- Mara
- Lajben
- Irma
- Dr. Sajac
- Slavka
- Pravica
- Brodović
- Bertonj
- Bandžija

## Vsebina

### 1. dejanje
V mestu so demonstracije zoper Lajbena in na vidiku so prve svobodne volitve. Ilija Vranković je pod prisilo vlade sodeloval pri prodaji kamendolskega gozda, pri tem pa so bili kmetje hudo prizadeti in ne morejo pozabiti te škode. Svojega posinovljenca Katona je vzgojil v odločnega, poštenega človeka in izobraženega politika. Lajben skuša vse, da bi bila njegova vladavina prikazana pavično in dobro. Ilija se temu upre in Lajben mu začne groziti. Spomni ga na afero s Kamendolskim gozdom. Ilija s prijatelji pričakuje sina, ki se vrača iz tujine, pridriži pa se jim še Slavka, ki je Katova zaročenka in Irma, ki pozna Kata iz študijskih dni.

### 2. dejanje
Pripravljajo se volitve, ljudstvo se dviga in vse kaže, da bo vlada premagana. Vladin predstojnik Lajben hoče dobiti Kato na svojo stran, a mu ne uspe. Kato Brodoviću obljubi, da bo kaznoval krivce za prodajo kamendolskega gozda. Ilija mu prizna za kamendolsko afero in Katonu pusti svobodno voljo. Katona obišče Irma, ki ga ljubi, prepričana pa je, da jo ljubi tudi on. Kato jo zavrne, češ da ga skuša podkupiti s svojo lepoto po naročilu svojega očeta Lajbena.

### 3. dejanje
Irma užaljena odide. Ljudje se začnejo zbirati na shodu in pride tudi Kato s sodelavci, ki v njem vidijo voditelja. Bertonj sporoči, da je Lajben pobegnil v Ameriko, kar pomeni zmago ljudstva. Kato se spomne na prisego, da bo kaznoval krivce za kamendolski gozd in zdaj je pravi čas za to. V stiski, ki jo čuti mu Slavka še oteži zadevo. Postavi ga pred izbiro, da če bo nastopil zoper očeta, ga bo zapustila. Kato se ne odreče svoje dolžnosti, čeprav ga Slavka zapusti in Kato ostane sam.